# Radio-Activity
Radio-Activity je hudební album německé electro skupiny Kraftwerk. Je koncepčně vyhraněnou prací, hlavním tématem alba je využití radiových vln a radioaktivity ku prospěchu lidstva.
Album bylo - na rozdíl od pozdějších alb Kraftwerk - nahráno v jedné dvojjazyčné verzi, kdy jsou jednotlivé skladby zpívány v anglickém i německém jazyce zároveň. Obsahuje 12 stop, přičemž některé z nich (The Voice of Energy, Uranium) jsou pouze mluveným slovem zdeformovaným přes vocoder.
V rámci tohoto alba byly natočeny dva promo videoklipy ke skladbám "Radioactivity" a "Antenna".

## Singly
1. Radioaktivität - 1976 (B-strana: Antenna)

## Seznam skladeb
1. (01:05) Geiger Counter / Geigerzähler
2. (06:44) Radioactivity / Radioaktivität
3. (05:50) Radioland / Radioland
4. (04:53) Airwaves / Ätherwellen
5. (00:37) Intermission / Sendepause
6. (01:31) News / Nachrichten
7. (00:55) The Voice of Energy / Die Stimme der Energie
8. (03:47) Antenna / Antenne
9. (03:35) Radio Stars / Radio Sterne
10. (01:24) Uranium / Uran
11. (02:15) Transistor / Transistor
12. (05:39) Ohm Sweet Ohm / Ohm Sweet Ohm